# Bad Brückenau
Bad Brückenau település Németországban, azon belül Bajorországban. Lakosainak száma 6674 fő (2023. december 31.). Bad Brückenau Zeitlofs és Oberleichtersbach községekkel határos.

## Népesség
A település népessége az elmúlt években az alábbi módon változott:
| Lakosok száma | 1669 | 5712 | 6179 | 6038 | 6462 | 6523 | 6352 | 6422 | 6535 | 6674 |
|               | 1875 | 1950 | 1975 | 1987 | 2012 | 2014 | 2016 | 2017 | 2021 | 2023 |